# A Momentary Lapse of Reason Tour
A Momentary Lapse of Reason Tour – druga ogólnoświatowa trasa koncertowa Pink Floyd (przedostatnia trasa w karierze zespołu; dziesiąta z kolei), która trwała od 1987 do 1990 r.;
obejmowała 197 koncertów.
W 1987 r. zespół dał 60 koncertów w Ameryce Północnej: 52 w USA i 8 w Kanadzie.
W 1988 r. zespół dał 21 koncertów w Oceanii, 8 w Japonii, 38 w USA, 2 w Kanadzie i 29 w Europie.
W 1989 r. zespół dał 38 koncertów w Europie.
W 1990 r. zespół dał tylko jeden koncert na festiwalu w Knebworth.

## Program koncertów
W pierwszej części koncertów zespół grał utwory z płyty A Momentary Lapse of Reason. Drugą część koncertów wypełniały starsze kompozycje.

### Zwykłe koncerty trasy

#### Pierwsza część koncertów
1. „Echoes”/”Shine On You Crazy Diamond”
2. „Sings of Life”
3. „Learning to Fly”
4. „Yet Another Movie”
5. „Round and Round”
6. „A New Machine (Part 1)”
7. „Terminal Frost”
8. „A New Machine (Part 2)”
9. „Sorrow”
10. „The Dogs of War”
11. „On the Turning Away”

#### Druga część koncertów
1. „One of These Days”
2. „Time”
3. „On the Run” (wykonywane tylko w Japonii)
4. „The Great Gig in the Sky” (dodane do programu koncertów w 1988)
5. „Wish You Were Here”
6. „Welcome to the Machine”
7. „Us and Them”
8. „Money”
9. „Another Brick in the Wall”
10. „Comfortably Numb”

#### Bisy
1. „One Slip”
2. „Run Like Hell”

Na niektórych koncertach w Kanadzie oraz w Cleveland w 1987 r. i w Filadelfii zespół po utworze „Run Like Hell” w ramach bisu grał utwór „Shine On You Crazy Diamond”.

### Koncert na Knebworth Festival 1990
Na festiwalu w Knebworth zespół zagrał następujące utwory:
- „Shine On You Crazy Diamond”
- ”The Great Gig in the Sky”
- „Wish You Were Here”
- „Sorrow”
- ”Money”
- „Comfortably Numb”
- „Run Like Hell”

### Koncert w Wenecji (15 lipca 1989)
Koncert w Wenecji w 1989 odbył się na pływającej scenie zlokalizowanej na Canal Grande i był transmitowany przez włoską telewizję. Na tym koncercie grupa zagrała następujące utwory:
- „Shine on You Crazy Diamond” (tylko wstęp do pierwszej części)
- „Learning to Fly”
- „Yet Another Movie”
- „Round and Around”
- „Sorrow" (skrócone outro)
- „The Dogs of War”
- „On the Turning Away”
- „Time”
- „The Great Gig in the Sky”
- „Wish You Were Here”
- „Money” (skrócone wykonanie w porównaniu do innych koncertów trasy)
- „Another Brick in the Wall”
- „Comfortably Numb”
- „Run Like Hell”

## Lista koncertów

### Koncerty w 1987
- 9 września – Ottawa, Ontario, Kanada – Lansdowne Park
- 12, 13 i 14 września – Montreal, Quebec, Kanada – Montreal Forum
- 16 i 17 września – Cleveland, Ohio, USA – Municipal Stadium
- 19 września – Filadelfia, Pensylwania, USA – JFK Stadium
- 21, 22 i 23 września – Toronto, Ontario, Kanada – CNE Stadium
- 25, 26, 27 i 28 września – Rosemont, Illinois, USA – Rosemont Horizon
- 30 września – Milwaukee, Wisconsin, USA – County Stadium
- 3 października – Syracuse, Nowy Jork, USA – Carrier Dome
- 5, 6 i 7 października – New York City, Nowy Jork, USA – Madison Square Garden
- 10, 11 i 12 października – East Rutherford, New Jersey, USA – Brendan Byrne Arena
- 14 i 15 października – Hartford, Connecticut, USA – Hartford Civic Center
- 16 i 17 października – Providence, Rhode Island, USA – Providence Civic Center
- 19, 20, 21 i 22 października – Landover, Maryland, USA – Capital Centre
- 25 i 26 października – Chapel Hill, Karolina Północna, USA – Dean Smith Center
- 30 października – Tampa, Floryda, USA – Tampa Stadium
- 1 listopada – Miami, Floryda, USA – Miami Orange Bowl
- 3, 4 i 5 listopada – Atlanta, Georgia, USA – Omni Coliseum
- 7 i 8 listopada – Lexington, Kentucky, USA – Rupp Arena
- 10 listopada – Pontiac, Michigan, USA – Pontiac Silverdome
- 12 listopada – Indianapolis, Indiana, USA – Hoosier Dome
- 15 i 16 listopada – St. Louis, Missouri, USA – St. Louis Arena
- 18 listopada – Houston, Teksas, USA – Astrodome
- 19 i 20 listopada – Austin, Teksas, USA – Frank Erwin Center
- 21, 22 i 23 listopada – Dallas, Teksas, USA – Reunion Arena
- 26, 27, 28, 30 listopada i 1 grudnia – Los Angeles – Los Angeles Memorial Sports Arena
- 3, 4, 5 i 6 grudnia – Oakland, Kalifornia, USA – Oakland-Alameda County Coliseum
- 8 grudnia – Seattle, Waszyngton, USA – Kingdome
- 10 grudnia – Vancouver, Kolumbia Brytyjska, Kanada – BC Place Stadium

### Koncerty w 1988

#### Oceania
- 22 stycznia – Auckland, Nowa Zelandia – Western Springs Stadium
- 27, 28, 29, 30, 31 stycznia oraz 1, 2, 3, 4 i 5 lutego – Sydney, Australia – Sydney Entertainment Centre
- 7 i 8 lutego – Brisbane, Australia – Brisbane Entertainment Centre
- 11 lutego – Adelaide, Australia – Thebarton Oval
- 13, 14, 15, 16, 17, 18, 19 i 20 lutego – Melbourne, Australia – Melbourne & Olympic Parks
- 24 lutego – Perth, Australia – East Fremantle Oval

#### Japonia
- 2 i 3 marca – Tokio, Budokan
- 4, 5 i 6 marca – Tokio, Yoyogi Olympic Pool
- 8 i 9 marca – Osaka, Osaka-jo Hall
- 11 marca – Nagoja, Rainbow Hall

#### Ameryka Północna – część 1
- 15 kwietnia – Los Angeles – Los Angeles Memorial Coliseum
- 18 kwietnia – Denver, Kolorado, USA – Mile High Stadium
- 20 kwietnia – Sacramento, Kalifornia, USA – Charles C. Hughes Stadium
- 22 i 23 kwietnia – Oakland, Kalifornia, USA – Oakland-Alameda County Coliseum
- 25 i 26 kwietnia – Phoenix, Arizona, USA – Phoenix Municipal Stadium
- 28 kwietnia – Irving, Teksas, USA – Texas Stadium
- 30 kwietnia – Orlando, Floryda, USA – Citrus Bowl
- 4 maja – Raleigh, Karolina Północna, USA – Carter-Finley Stadium
- 6 i 8 maja – Foxborough, Massachusetts, USA – Sullivan Stadium
- 11 maja – Montreal, Quebec, Kanada – Olympic Stadium
- 13 maja – Toronto, Ontario, Kanada – CNE Stadium
- 15 i 17 maja – Filadelfia, Pensylwania, USA – Veterans Stadium
- 18 maja – Cedar Falls, Iowa, USA – UNI-Dome
- 20 maja – Madison, Wisconsin, USA – Camp Randall Stadium
- 21 i 22 maja – Rosemont, Illinois, USA – Rosemont Horizon
- 24 maja – Minneapolis, Minnesota, USA – Hubert H. Humprey Metrodome
- 26 maja – Kansas City, Missouri, USA – Arrowhead Stadium
- 28 maja – Columbus, Ohio, USA – Ohio Stadium
- 30 maja – Pittsburgh, Pensylwania, USA – Three Rivers Stadium
- 1 czerwca – Waszyngton, USA – RFK Stadium
- 3 i 4 czerwca – East Rutherford, New Jersey, USA – Giants Stadium

#### Europa
- 10 czerwca – Nantes, Francja – Stade de la Beaujoire
- 13 i 14 czerwca – Rotterdam, Holandia – Feijenoord Stadion
- 16 czerwca – Berlin Zachodni, Niemcy Zachodnie – Reichstagsgelande
- 18 czerwca – Mannheim, Niemcy Zachodnie – Maimarkt-Gelände
- 21 i 22 czerwca – Wersal, Francja – Place d'Armes du Chateau de Versailles
- 25 czerwca – Hanower, Niemcy Zachodnie – Niedersachsenstadion
- 27, 28 i 29 czerwca – Dortmund, Niemcy Zachodnie – Westfalenhalle
- 1 lipca – Wiedeń, Austria – Ernst-Happel-Stadion
- 3 lipca – Monachium, Niemcy Zachodnie – Olympiastadion
- 6 lipca – Turyn, Włochy – Stadio Olimpico di Torino
- 8 i 9 lipca – Modena, Włochy – Stadio Alberto Braglia
- 11 i 12 lipca – Rzym, Włochy – Stadio Flaminio
- 15 lipca – Grenoble, Francja – Stade du Municipal
- 17 lipca – Nicea, Francja – Stade Charles-Ehrmann
- 20 lipca – Barcelona, Hiszpania – Estadi di Sarrià
- 22 lipca – Madryt, Hiszpania – Estadio Vincence Calderón
- 24 lipca – Montpellier, Francja – Espace Richter
- 26 lipca – Basel, Szwajcaria – Fussballstadion
- 28 lipca – Lille, Francja – Stadium Nord
- 31 lipca – Kopenhaga, Dania – Gentofte Stadion
- 2 sierpnia – Oslo, Norwegia – Valle Hovin
- 5 i 6 sierpnia – Londyn – Wembley Stadium
- 8 sierpnia – Manchester, Anglia – Maine Road

#### Ameryka Północna – część 2
- 12, 13 i 14 sierpnia – Cleveland, Ohio, USA – Richfield Coliseum
- 16 i 17 sierpnia – Auburn Hills, Michigan, USA – The Palace of Auburn Hills
- 19, 20, 21, 22 i 23 sierpnia – Uniondale, Nowy Jork, USA – Nassau Veterans Memorial Coliseum

### Koncerty w 1989
- 13 maja – Werchter, Belgia – Rock Werchter Festival
- 16, 17 i 18 maja – Werona, Włochy – Verona Arena
- 20 maja – Monza, Włochy – Arena Concerti
- 22 i 23 maja – Livorno, Włochy – Stadio Comunale Ardenza
- 25 i 26 maja – Cava Dei Tirreni, Włochy – Stadio Simonetta Lamberti
- 31 maja – Ateny, Grecja – Olympic Stadium
- 3, 4, 6, 7 i 8 czerwca – Moskwa, Rosja – Olympic Stadium
- 10 czerwca – Lahti, Finlandia – Lahden Suurhalli
- 13 i 14 czerwca – Sztokholm, Szwecja – Globe Arena
- 16 czerwca – Hamburg, Niemcy Zachodnie – Festwiese Im Stadtpark
- 18 czerwca – Kolonia, Niemcy Zachodnie – Mungersdorfer Stadion
- 20 i 21 czerwca – Frankfurt, Niemcy Zachodnie – Festhalle Frankfurt
- 23 czerwca – Linz, Austria – Linzer Stadion
- 25 czerwca – Stuttgart, Niemcy Zachodnie – Neckarstadion
- 27, 28, 29 i 30 czerwca – Paryż, Francja – Palais Omnisports de Paris-Bercy
- 4, 5, 6, 7, 8 i 9 lipca – Londyn, Anglia – London Arena
- 10 lipca – Nijmegen, Holandia – Goffertpark
- 12 lipca – Lozanna, Szwajcaria – Stade Olympique de la Pontase
- 15 lipca – Wenecja, Włochy – Canal Grande
- 18 lipca – Marsylia, Francja – Stade Vélodrome

### Koncerty w 1990
- 30 czerwca – Knebworth, Anglia – Knebworth Festival